# Pfarrheim Niederschlettenbach
Das Pfarrheim Niederschlettenbach ist eine Hütte des Pfälzerwald-Verein.

## Lage
Das Gebäude liegt innerhalb des Siedlungsgebiets der Ortsgemeinde Niederschlettenbach auf 197 Metern Höhe unmittelbar an der Landesstraße 478 in der Weißenburger Straße und trägt die Hausnummer 1. Unmittelbar südlich und östlich erstreckt sich der Dorfplatz samt Brunnen, auf dessen gegenüberliegender Seite das Alte Schulhaus liegt.

## Geschichte
Das Haus wurde 1947 fertiggestellt und fungiert seither als kombiniertes Pfarrheim sowie Wanderhütte.

## Tourismus
Unmittelbar am Pfarrheim vorbei führen der mit einem blauen Balken markierte Fernwanderweg Staudernheim–Soultz-sous-Forêts und ein weiterer mit dem Logo „gelbes W“, der zu den Westpfalz-Wanderwegen gehört. Ein weiterer, der im näheren Einzugsgebiet verläuft, ist der mit einem rot-gelben Balken markierte Weg und der von Bad Bergzabern nach Pirmasens verläuft.

## Öffnungszeiten und Betrieb
Die Hütte wird von der Ortsgruppe Niederschlettenbach des Pfälzerwald-Verein betrieben. Sie ist nach Vereinbarung geöffnet. Zudem finden regelmäßig Vereinsveranstaltungen und Feiern statt.